# جيريمي هيل (لاعب كرة قاعدة)
جيريمي هيل (بالإنجليزية: Jeremy Hill)‏ هو لاعب كرة قاعدة أمريكي، ولد في 9 أغسطس 1977 في دالاس في الولايات المتحدة.

## وصلات خارجية
- جيريمي هيل على موقعبيزبول رفرنس.كوم (الدوري الرئيسي) (الإنجليزية)
- جيريمي هيل على موقعبيزبول رفرنس.كوم (الدوري الثانوي) (الإنجليزية)